# Alberto Monticone
Alberto Adalgiso Monticone (Sommariva Perno, 1º settembre 1931) è un politico, storico e saggista italiano.
È stato presidente dell'Azione Cattolica dal 1980 al 1986.

## Biografia
È sposato con Anna Chiarini, ha tre figli e due nipoti. Si è laureato in storia nel 1952 e perfezionato nella disciplina con borse di studio dapprima a Roma (Comitato Cattolico Docenti Universitari) e poi a Magonza (Institut für Europäische Geschichte).
Ha pubblicato saggi e volumi sulla storia della Chiesa in età moderna e contemporanea, sulla prima guerra mondiale, sul pauperismo e sulla radio nel periodo fascista. Ha insegnato nelle Università di Messina, Perugia, Roma La Sapienza e Lumsa e nella Pontificia Università Lateranense.
È stato insignito nel 1984 della medaglia d'oro della cultura, dell'arte e della scuola.
Presidente nazionale dell'Azione Cattolica dal 1980 al 1986, dal 1982 per un decennio è stato membro della Commissione dei diritti umani della Presidenza del Consiglio dei ministri, con la quale compì una missione in Cile durante il regime del generale Pinochet nel 1986.
Autore di alcuni saggi di riflessione culturale e spirituale, tra i quali La bisaccia del pellegrino (Edizioni Studium, 1986) e collaboratore della rivista Jesus dal 1987 al 1999 (tutte le riflessioni comparse sul mensile paolino sono state raccolte alla fine del 2005 in un volume dal titolo La gioia di essere laici cristiani realizzata dal quadrimestrale Aggiornamenti Sociali Sardi).
Attualmente lavora come docente universitario a Roma.

## Biografia politica
Già esponente del Partito Popolare Italiano e della Margherita, ha seduto in parlamento dal 1994 al 2006.
È stato tra i soci fondatori delle associazioni politico culturali "Carta '93" (1992 - 1996) e "Agire Politicamente" (1997) e del movimento politico "Italia Popolare" (2004).
Nel febbraio del 2008 aderisce al gruppo centrista della Rosa per l'Italia assumendo la carica di vicepresidente del movimento, che lascerà dimettendosi l'11 marzo 2008 in disaccordo con le scelte compiute dal movimento della Rosa per l'Italia in accordo con l'UDC di Casini.
Attualmente è membro del partito politico L'Italia è Popolare.

## Opere
- La battaglia di Caporetto, Roma, Studium, 1955.
- Nitti e la grande guerra (1914-1918), Milano, A. Giuffre, 1961.
- I vescovi italiani e la guerra 1915-1918, Roma, Edizioni Cinque Lune, 1963.
- Plotone di esecuzione. I processi della prima guerra mondiale, con Enzo Forcella, Bari, Laterza, 1968.
- La cultura italiana e la Germania nel 1914: una lettera di P. F. Kehr al principe di Bulow, Tubingen, M. Niemeyer, 1968.
- La Germania e la neutralità italiana. 1914-1915, Bologna, Il mulino, 1971.
- Gli italiani in uniforme. 1915-1918. intellettuali, borghesi e disertori, Bari, Laterza, 1972.
- Il fascismo al microfono. Radio e politica in Italia (1924-1945), Roma, Studium, 1978.
- La radio vaticana tra fascismo e guerra, (1931-1944), Roma, Herder editrice e libreria, 1979.
- Nella storia degli uomini. La scelta di essere cattolici, Roma, AVE, 1984.
- La bisaccia del pellegrino, Roma, AVE, 1986.
- I cattolici e la riforma della vita pubblica, con Pietro Scoppola e Nicolò Lipari, Padova, Gregoriana Libreria Editrice, 1988.
- Essere laici, con Agostino Bonivento e Giorgio Giurisato, Padova, Gregoriana Libreria Editrice, 1990.
- Il cammino della Chiesa italiana dopo il Concilio, Rovito, Marra, 1991.
- La traccia svanita, Cantalupa, Effatà Editrice, 2004. ISBN 978-88-7402-064-5.
- La gioia di essere laico cristiano. Alla ricerca dei segni dei tempi, Cagliari, Istituzioni & Società, 2005.